# 로마이비치주
로마이비치주(Lomaiviti Province)는 피지를 구성하는 14개 주 가운데 하나로 주도는 레부카이며 면적은 411km2, 인구는 15,657명(2017년 기준)이다. 행정 구역상으로는 동부구에 속한다. 로마이비치 제도에 속해 있는 섬들을 관할한다.